# Le Contrôleur des wagons-lits (film, 1935)
Pour les articles homonymes, voir Le Contrôleur des wagons-lits.
Pour plus de détails, voir Fiche technique et Distribution.
Le Contrôleur des wagons-lits (titre original : Der Schlafwagenkontrolleur) est un film franco-allemand réalisé par Richard Eichberg, tourné en 1934 et sorti en 1935.
Une version allemande est tournée la même année par Richard Eichberg, sous la titre Der Schlafwagenkontrolleur, avec dans les rôles principaux : Georg Alexander, Olly von Flint, Theo Lingen, Gustav Waldau.

## Synopsis
L'action se passe en 1900. Annie Bourguet, danseuse de revue s'est un soir déguisée en comtesse en occupant une loge sous les conseils du directeur de théâtre. Dans la loge voisine Albert Bernard, contrôleur des wagons-lits est venu avec un billet primitivement offert au directeur des usines Jupiter qui se nomme Bernard (un homonyme), mais qui est passé de mains en mains. Albert Bernard croit donc avoir affaire à une comtesse et celle-ci à un riche directeur d'usine. Le quiproquo va durer très longtemps d'autant qu'Annie Bourguet gagnante (par recommandation) d'un concours de slogans des automobiles Jupiter vient de gagner un voyage à Nice, et que le vrai directeur des usines Jupiter se rend également à Nice pour une course automobile. Ils se retrouvent tous deux dans le même train dont le contrôleur est… Albert Bernard qui lui voudrait profiter de la course pour expérimenter un carburateur de son invention. Annie manipulera le directeur afin qu'il descende à Marseille, tandis qu'Albert Bernard prendra la place du directeur à Nice. À la suite de l'intervention de la police et à la venue de la femme du directeur, tout rentrera à peu près dans l'ordre, les automobiles Jupiter gagneront la course grâce au nouveau carburateur et Albert et Annie après s'être avoués leur supercherie s'enfuiront en amoureux.

## Fiche technique
- Titre : Le Contrôleur des wagons-lits
- Titre original : Der Schlafwagen kontrolleur
- Réalisation : Richard Eichberg
- Scénario : Hans F. Fischer, Werner Kortwich et Hertha von Gebhardt d'après la pièce éponyme d'Alexandre Bisson[2] créée le 11 mars 1898 au Théâtre des Nouveautés, à Paris.
- Dialogues : Jean Boyer
- Décors : Gustav A. Knauer et Alexander Mügge
- Costumes : Hermann Dor et Dorothea Saumweber
- Musique : Will Meisel
- Photographie : Karl Hasselmann
- Montage : Roger Mercanton
- Société de production : Bavaria Vandor Films
- Pays d'origine :  France /  Reich allemand
- Format :  Noir et blanc - 1,37:1 - 35 mm - son mono
- Genre : Comédie
- Durée : 90 minutes
- Date de sortie : 16 février 1935 (France)
- Affiche : Roger Rojac (France)

## Distribution
- Albert Préjean : Albert Bernard, contrôleur des wagons-lits
- Danielle Darrieux : Annie Bourguet
- Lucien Baroux : Eugène Bernard, directeur des automobiles Jupiter
- Robert Arnoux : le collègue d'Albert
- Alice Tissot : Adèle Bernard
- Robert Goupil : le mécanicien
- Vivian Grey : Margot
- Germaine Reuver : Madame Léon
- Albert Broquin
- Lucien Callamand
- Jean Dumontier
- Liliane Lesaffre
- Jane Pierly

## Article annexe
- Liste des longs métrages allemands créés sous le nazisme